# Abbaye Saint-Martin de Sées
L'abbaye Saint-Martin de Sées est une abbaye bénédictine située à Sées (anciennement Séez) dans le département de l'Orne.

## Histoire

### La fondation
L'abbaye de Saint-Martin de Sées (Séez), SANCTUS MARTINUS SAGIENSIS, de l'ordre de Saint-Benoît, a été bâti au temps de saint Évroult dans un faubourg de la ville. Le lien est très intime entre l'abbaye de Saint-Évroult et ses filles qui sont détruites par les invasions normandes. La première fondation de Saint-Évroult, un monastère épiscopal a entrainé celle de Saint-Martin de Sées, la restauration de l'une entraîne celle de l'autre, ces deux foyers de vie monastique étant unis.
En 1050, l'année de la restauration du monastère pré-normand de Saint-Évroult, celle de Saint-Martin est entreprise par Roger de Montgommery, vicomte d'Exmes, marié à Mabile de Bellême, fille de Guillaume Talvas II, l'évêque de Sées étant le frère de Guillaume II Talvas. Roger de Montgommery et Mabile de Bellême donnent un riche apanage autour de Sées, l'église d'Aunou-sur-Orne, la dîme du moulin de Macé, les impôts de Sées. Ils donnent le monastère à Thierry de Mathonville, depuis abbé de Saint-Évroult, qui envoie un de ses moines, Roger, avec deux moines laïcs et plusieurs serviteurs mais les constructions sont rasées par Quillaume Soreng et la reconstruction est achevée en 1056.
En 1060, Roger de Montgommery, Robert et Osmelin de Say et Picot donnent l'église et la dîme des moulins de la Roche-Mabile, une ferme avec un moulin, un bois, une terre, l'église de la Ferrière-Bochard, tout ce que Roger possède dans la région, des oblats, une maison, un jardin, 10 acres de terre, deux moulins, les droits de pêche et la dîme d'Urou.
En 1061, la charte de fondation est confirmée par Guillaume, duc de Normandie.

### Le développement

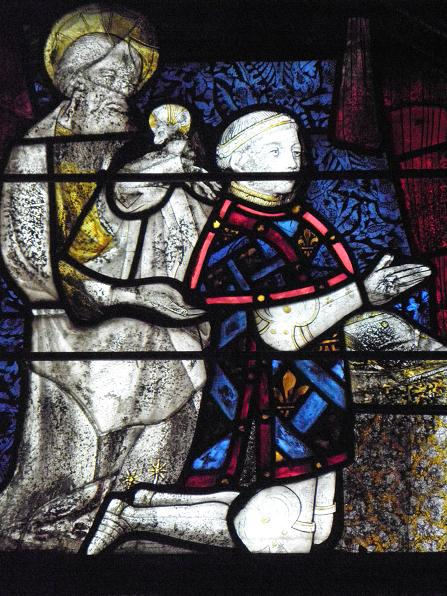
, duc d'Alençon inhumé dans l'abbaye.

Sous les deux premiers abbés, Roger et Raoul d'Escures, l'abbaye étend ses possessions jusqu'aux églises de Pembroke et de Lancastre en Angleterre. Raoul devient évêque de Rochester et archevêque de Cantorbéry.
Vers 1130, l'évêque Michel de Tarragone donne le prieuré espagnol de Sainte-Croix-de-Tudèle, confirmé en 1159 par le pape Adrien IV. Vers 1185, l'abbaye accueille le roi Henri II. En 1139, Guillaume, comte de Ponthieu et d'Alençon, confirme les dons et donne deux foires, les droits sur un moulin et des droits forestiers, les moulins d'Essai et de Merlerault.
En 1248, le pape Innocent IV confirme les possessions dont les églises de Cerisé et Valframbert, une chapelle à Alençon, des dîmes, la chapelle du Gast avec ses dépendances. Le 2 mai 1256, le roi Saint Louis vient vénérer les reliques de l'abbaye.
En 1255, Eudes Rigaud, archevêque de Rouen, visite le monastère en présence de l'évêque et y trouve vingt-quatre religieux. Lors de sa deuxième visite en 1260, ils sont trente-trois religieux, l'abbaye possédant vingt-neuf églises.
Vers 1300 est érigé à Alençon l'échiquier dont l'abbé est conseiller et en 1353, la nef de l'église est détruite par les Anglais.
Jean Ier, duc d'Alençon et comte du Perche, tué à la bataille d'Azincourt en 1415, est inhumé dans l'abbaye.
Aux XIVe et XVe siècles, le monastère souffre de la guerre de Cent Ans, elle est rançonnée, ses possessions envahies et ruinées, l'église de l'abbaye est souillée par les paysans qui y cherchent asile. Elle est reconsacrée en 1431.

### La réforme de Chezal-Benoît
En 1506, la discipline s'est affaiblie dans l'abbaye quand elle tombe en commende entre les mains du cardinal Philippe de Luxembourg, évêque du Mans, qui rétablit l'ordre. En 1511, il favorise la réforme de Chezal-Benoît qui pénètre dans le monastère avec l'appui du roi Louis XII et du pape Jules II. Jean des Bans est nommé abbé pour trois ans, puis les moines élisent leurs abbés tous les trois ans. En 1533, l'abbé Jean des Bans renouvelle une alliance avec les Chartreux du Val-Dieu. En 1535, l'abbé Nicolas Ier souffre des projets de mise en commende du cardinal du Bellay, évêque du Mans, mais en 1541 l'abbé Brémont du Pont s'allie avec le roi de France François Ier et le pape pour déjouer les projets du cardinal.
En 1556, sous l'abbé Denis du Boiscellier, l'abbaye est pillée par les protestants, l'amiral Gaspard de Coligny dépouille le monastère de toutes ses richesses. Gabriel de Lorges, sire de Montgommery brûle une partie des bâtiments que reconstruit l'abbé Jean IX du Pont avec le secours du duc François d'Alençon, frère de Charles IX. Le chevalier d’Angoulême, bâtard d'Henri II, grand prieur de France tient l'abbaye en commende pendant l'abbatiat régulier de Nicolas II Bourdes.
En 1580, l'abbé Michel II Odio renouvelle les stalles de l'église, le grand autel, les peintures et l'horloge.

### La congrégation de Saint-Maur
En 1636, l'abbaye adopte la réforme de saint Maur. Le 13 juillet 1638, André IV Bétholard est le premier abbé de la congrégation de Saint-Maur. Il fait la paix avec les moines de Chézal-Benoît et rétablit en peu de temps la discipline.
Quand la congrégation reprend l'abbaye, son revenu est de 22 000 livres et les dépenses sont composées de 800 livres au cardinal de Richelieu, 550 livres par an pour chacun des vingt-cinq religieux de Chézal-Benoît, 300 livres par an pour un frère convers, 2 000 livres de redevances, 3 000 livres pour les réparations, 6 000 livres pour les aumônes. Les charges dépassent de plus de 10 000 livres les revenus sans parler de la subsistance de seize religieux de chœur, trois convers et deux serviteurs installés par la congrégation.
Michel IV Pirou, visiteur de la congrégation, s'occupe jusqu'à sa mort en 1645 de restaurer l'église. Le 13 juillet 1664, l'abbé de Rancé, réformateur de la Trappe y reçoit la consécration abbatiale.
En 1704 est construit l'édifice moderne sur le plan de l'abbaye bénédictine Saint-Étienne de Caen. En 1763, le roi donne le monastère en commende à Louis Étienne de Foy, chanoine de Meaux.
L'abbaye donne quatre supérieurs généraux à la congrégation dont Claude du Pré et O. Boudier. Elle reste riche mais la mise en commende engendre un relâchement et une diminution des vocations. Il ne reste plus que huit religieux à la Révolution et elle est vendue comme bien national.

### La manufacture
Vendue comme bien national le 6 messidor an IV (24 juin 1796), elle est revendue le 15 brumaire an XI (6 novembre 1802) à François Richard et Joseph Lenoir-Dufresne pour 60 000 francs. Elle devient une manufacture prospère qui emploie jusqu'à 889 ouvriers. En 1810, la filature avec 20 568 broches emploie 372 ouvriers et le tissage avec 95 métiers, 155 ouvriers.
François Richard, qui prend le nom de Richard-Lenoir à la mort de Joseph Lenoir-Dufresne et qui avec les encouragements de Napoléon possède en 1808 trente-neuf établissements, prend soin de ses employés. À Sées, tous, garçons et filles, portent un uniforme payé par Richard-Lenoir, reçoivent des leçons de lecture, écriture, calcul, musique, les ouvriers adultes ont des billards et il a l'idée de construire une salle de spectacle. Mais ses affaires périclitent et il meurt pauvre le 19 octobre 1839.

### Le grand séminaire
Après la faillite de Richard-Lenoir, l'abbaye est achetée par M. Sensier qui la revend en 1822 au banquier Laffitte qui la met en vente en 1834. Il la cède à l'évêché pour 100 000 francs avec des intérêts de 4 % jusqu'à l'entier paiement. La belle prairie entre le parc et la rivière de l'Orne est vendue 38 000 francs. Le ministère des Cultes accorde 100 000 francs.
En octobre 1835, M. Bazin s'installe à l'abbaye avec ses séminaristes. Chaque étage forme une grande pièce dont on fait des dortoirs, une cellule est convertie en chapelle et les directeurs sont logés dans les pièces intactes Le bâtiment principal et ses deux pavillons (façades et toitures), le logis de l’abbé (façades et toitures), la porterie (façades et toitures), ainsi que le grand escalier à l'intérieur du bâtiment principal et les vestiges romans compris dans ce bâtiment font l’objet d’un classement au titre des monuments historiques depuis le 5 juillet 1968. L'ensemble du jardin, quant à lui, fait l’objet d’une inscription au titre des monuments historiques depuis le 5 juillet 1968.
En raison de la loi de séparation des Églises et de l'État, le grand séminaire dut déménager. Refusant l'inventaire stipulé par la loi, les séminaristes et directeurs furent chassés par la force publique le 14 février 1907. L'abbaye fut ensuite octroyée à l'hôtel-Dieu, hôpital de Sées. Elle servit d’infirmerie pendant la guerre 1914-1918 puis de centre de rééducation après la guerre.

### L'assurance maladie
En 1936, la mairie de Sées qui avait la tutelle de l'hôpital, décida de vendre l'ancienne abbaye aux assurances maladie d’Île-de-France. De nouveaux bâtiments furent progressivement construits jusqu'en 1970, au début pour faire un sanatorium, préventorium et aérium. Le centre accueillit par la suite des colonies de vacances et un institut de rééducation. Entre 2005 et 2014, les bâtiments de l'abbaye ont abrité l'Institut thérapeutique, éducatif et pédagogique : la Rosace de l'UGECAM (Union générale des caisses d'assurance maladie de Normandie) s'occupant en particulier des troubles de la conduite et du comportement.

### Nouveau destin?
En 2014, l'ITEP s'est installé dans ses nouveaux locaux, au no 87 rue Saint-Martin à Sées. En conséquence, l'UGECAM a mis l'ancienne abbaye en vente. Une association, les Amis de l'abbaye Saint-Martin de Sées s'est constituée dès 2012 afin de trouver un nouvel usage à ce patrimoine majeur de la ville de Sées, l'idée principale étant de créer un centre de formation et un musée Nicolas-Jacques Conté, le célèbre peintre et inventeur du crayon, cofondateur du Conservatoire national des arts et métiers. Les collectivités locales et institutions compétentes ne s'étant pas déclarées favorables à ce projet, l'abbaye Saint-Martin de Sées a été achetée en mai 2017 par un Australien d'origine turque qui, à ce jour, n'a pas souhaité communiquer sur l'usage qu'il compte faire de cette ancienne abbaye.

## La bibliothèque
L'abbaye possédait une riche bibliothèque et de précieux manuscrits dont une bible du XIe siècle portée au Concile de Trente par Pierre Duval, alors évêque de Sées. Une trentaine de manuscrits issus de cette abbaye font partie des archives historiques du diocèse de Séez.
La bibliothèque municipale d'Alençon en possède aussi un petit nombre intéressant l'histoire de la liturgie, des commentaires de la Bible, des homélies ou des fragments des Pères de l'Église. Certains manuscrits comportent de très belles enluminures. Cotes à la bibliothèque municipale d'Alençon : ms 0071, 0124, 0634, 0635, 0636, 0639, 0641, 0642, 0644, 0647, 0648.
Les manuscrits de la bibliothèque médiévale de l'abbaye Saint-Martin de Sées ont connu à partir de la Révolution un sort peu commun. Ils sont aujourd’hui conservés en majorité à la bibliothèque d’Alençon et aux Archives diocésaines de Sées mais on en retrouve aussi au Vatican ou aux États-Unis. En recensant et en comparant la dizaine d’inventaires rédigés par les mauristes au XVIIe siècle (par dom Le Michel, d’abord, vers 1640, puis par dom Julien Bellaise, quarante ans plus tard), des chercheurs de l'IRHT, l'Institut de recherche sur l'histoire des textes, sont parvenus à retracer le parcours de quelques manuscrits réputés perdus et à retrouver dans le fonds de Saint-Germain-des-Prés de la BnF des volumes ou cahiers emportés de Sées par dom Le Michel. On connaît désormais une soixantaine de manuscrits sagiens, dont la grande majorité n’ont jamais été décrits. Il s'agit du dernier fonds médiéval français non exploré. Un projet de numérisation intitulé Blblissima va permettre de restituer cette bibliothèque qui sera consultable en ligne. Le 9 décembre 2017, l'IRHT a officiellement remis aux archives diocésaines de Sées un manuscrit du XIVe siècle appartenant à la bibliothèque de l'abbaye Saint-Martin.
La vie intellectuelle
Le premier abbé Raoul d'après Orderic Vital est fort instruit dans les lettres, éloquent et aimable, Lanfranc visite l'abbaye qui devient l'asile de la littérature et le service des novices et même des clercs séculiers qui se livrent à l'étude et à l'art oratoire. La calligraphie est à l'honneur et de nombreux moines transcrivent des livres grecs et latins.
Pendant la période mauriste, l'abbaye accueillent des célébrités littéraires : dom Asselin, abbé de Saint-Martin de Sées : Commentaires sur les Psaumes, dom Bessin, philosophe et théologien publie la collection des Conciles de Normandie et travaille sur l'œuvre de Saint Grégoire le Grand, dom Carrouget : Histoire de Saint-Martin de Seez, L'Histoire de Saint-Évroult a disparu, dom Bréard : Histoire de Saint-Wandrille, dom d'Agneau de Vienne est polygraphe et polémiste, dom Labbé : Histoire des plus illustres capitaines, dom Toussard et dom Tassin : Œuvre de Saint Théodore Studite, le célèbre Traité de Diplomatique en six volumes et dom Tassin seul : Histoire littéraire de la Congrégation de Saint-Maur.

## L'architecture

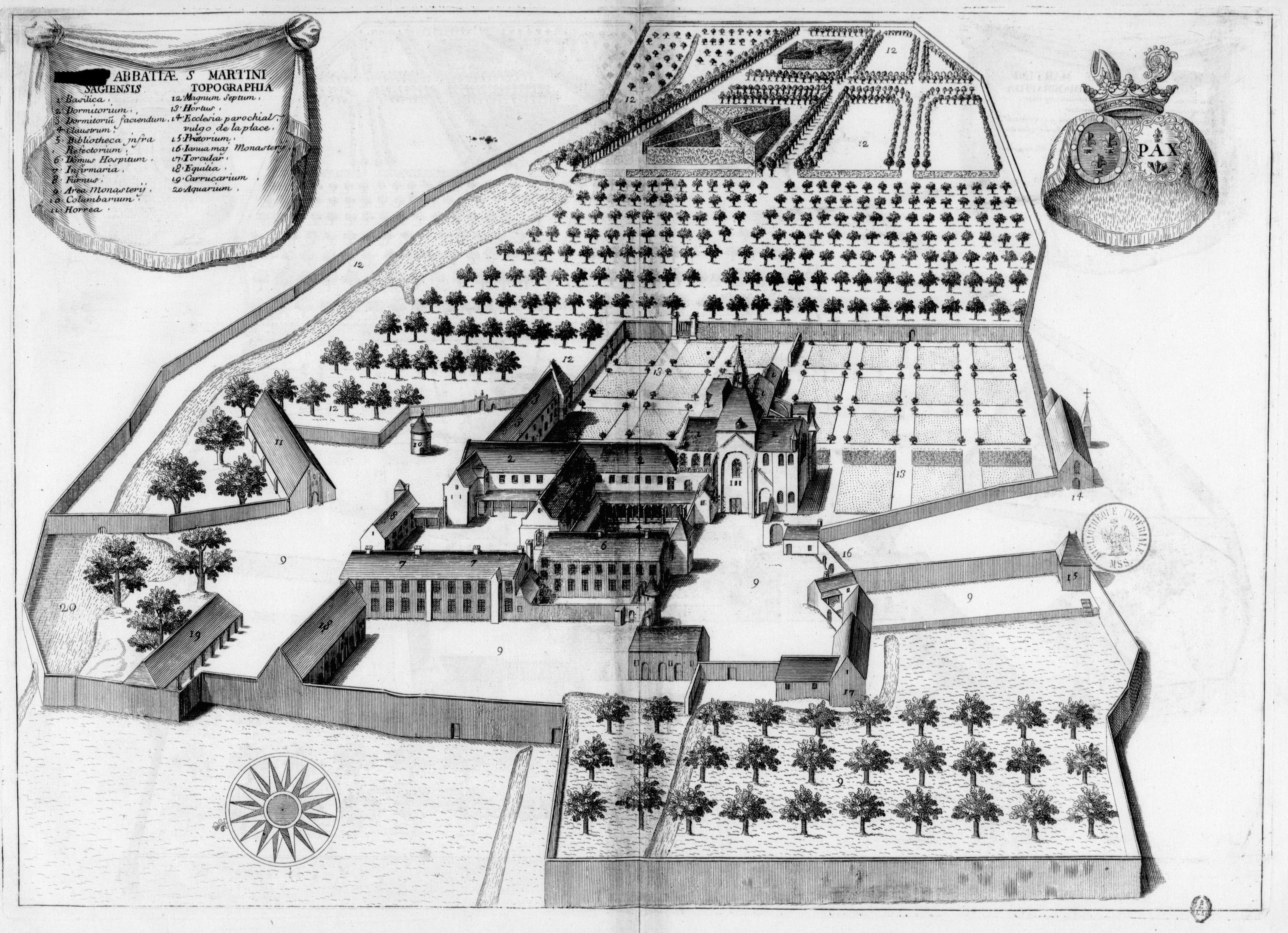
L'abbaye de Saint-Martin de Sées au XVIIIe siècle.

L'abbaye Saint-Martin de Sées est construite dans un faubourg de la ville, entre l'Orne et l'église Notre-Dame de la Place. Le monastère est entièrement reconstruit par les mauristes au début du XVIIIe siècle et est adapté aux exigences d'une manufacture au début du XIXe siècle.
Pour connaître l'évolution du fonctionnent et la nature des bâtiments, on dispose de la gravure du Monasticon Gallicanum du XVIIIe siècle, d'une description du XVIIe siècle, du cadastre napoléonien de 1808 et de descriptions de XIXe siècle.
Le site du monastère est clos de murs, borne à l'église des paroissiens de Notre-Dame de la Place (14) et au prétoire (15) de l'abbaye qui possède la basse et la moyenne justice. On entre dans l'abbaye par la porte principale (16) qui donne sur une grande cour (9). L'église (1) dont la tour porte les traces de la nef et des collatéraux détruits. Au nord, la sacristie et la chapelle où repose Jean Ier d'Alençon, tué à Azincourt avec au-dessus le logis utilisé par les ducs lors de leurs visites à l'abbaye. Un petit cloître (4) distribue les dortoirs (2 et 3), le réfectoire (5) avec à l'étage, la bibliothèque. Plusieurs cours (9) donnent accès à l'hôtellerie pour les étrangers (6), l'infirmerie pour les anciens du couvent (7) et les annexes de fonctionnement : ferme (8), colombier (10), pressoir (17), écurie (18) et la remise (19). Dans l'enclos (12), l'espace est occupé par le jardin des moines, une garenne et autres jardins à herbes et à arbres, une vigne plantée en partie de muscat (13). Situé près de l'Orne, le monastère a un réseau hydraulique visible sur le cadastre de 1808, avec une irrigation des jardins et de vastes viviers (20).
Au XVIIe siècle, cela ressemble à une forteresse plutôt qu'à une église, entourée de fossés, avec une porte à pont-levis et des provisions dans la cour de la cuisine.
Les constructions mauristes
En 1704 est construit l'édifice moderne rebâtie sur le plan de l'abbaye aux Hommes de Caen, il ne reste debout de l'ancien bâtiment qu'un pan de mur de l'ancienne église remplacée par une chapelle dans le style Renaissance. Un portail avec deux pavillons donne sur la cour d'honneur et le logis de l'abbé relié à l'église par un long couloir avec à l'étage, des cellules. À angle droit, un bâtiment de près de 100 m de longueur avec, au rez-de-chaussée, un cloître fermé et voûté reposant sur dix-sept colonnes de granit et un escalier menant aux deux étages supérieurs. À l'est, un parc avec des tilleuls dessinent une allée circulaire avec des rayons concentriques et à l'ouest, une série de jardins et de vergers sont fermés par les bâtiments d'exploitation. L'enclos est borné au nord par deux grandes pièces d'eau et un jardin potager.

## Le temporel
L'abbaye Saint-Martin de Sées est la plus riche du diocèse et l'une des plus considérables de la congrégation de Saint-Maur. Son appartenance à la congrégation de Chezal-Benoît avant le concordat de Léon X et François Ier en 1516 l'a fait mettre au nombre des abbayes de nomination royale.
L'abbaye possède les dîmes de quarante paroisses, treize métairies dès le XIe siècle, des droits féodaux dans les forêts de Bourse, de Perseigne et de Blavou, cinquante-et-un patronages d'églises dont trente-neuf dans le diocèse de Sées, neuf dans le diocèse du Mans, deux dans celui de Chartres et un dans celui de Lisieux, quarante-deux vavassories dans douze lieux dont les vavasseurs assurent le Servitiun equi, la fourniture d'un cheval pour le transport, des oblations fournies par quatorze églises, les prieurés de Brieux, Loges-Saulces, la Roche-Mabille, Saint-Denis-sur-Sarthon, le Gast à Tanville, Courtomer, Saint-Mard-de-Coulonges, Bouveuches, Montgaudry dans le Perche, dans le Maine : Saint-Paterne-d'Oze, le Val (commune de Saint-Rémy-du-Val), Saint-Paul (commune de la Fresnaye-sur-Chédouet et Souillé, dans le Thymerais : Digny, trois prieurés en Angleterre, un en Espagne et dix-sept fiefs nobles.
L'abbaye est une baronnie avec la basse et la moyenne justice dont l'autorité s'étend sur les paroisses de La Place, Saint-Ouen, Saint-Germain et Saint-Gervais de Sées, Aunou-sur-Orne, Condé le Butor (hameau de Belfond), Cléray-Bouillon, la Ferrière-Béchet, Tanville, la Chapelle-près-Sées, Saint-Gervais-du-Perron, Vingt-Hanaps, Sémallé, Congé (Valframbert), Condé-sur-Sarthe, Saint-Denis-sur-Sarthon, la Ferrière-Bochard, Saint-Nicolas-du-Bois, Mieuxé, Cuissay, la Roche-Mabille, le Ménil-Broult, Marchemaisons, Saint-Léger-sur-Sarthe, Saint-Aubin-d'Appenais, Courtemer, Montmerry, Juvigny-sur-Orne, Urou, Crennes, Sérans, Brieux, Runay, Merry et La Rivière. Les moines ont aussi les patronages de toutes ces paroisses sauf Saint-Gervais-de-Sées (la cathédrale). Plus de soixante églises lui apportent leurs dîmes et autres revenus et l'abbaye a deux monastères en Angleterre sous son obédience.
En 1700, l'abbaye a un revenu de 24 000 à 25 000 livres.

## Héraldique

Les armes de l'abbaye sont : de France, à la bordure de gueules, chargé de huit besants d'argent.

## Liste des abbés
- Robert[39] av. 1057-1089[40]. Moine de Troarn, il est choisi abbé par Thierry de Mathonville, abbé de Saint-Évroult. Il est présent au concile de Lillebonne. Durant son abbatiat, les coutumes de Fécamp sont adoptées.
- Raoul d'Escures[41] 1089-1103[42], moine de Saint-Martin, sous-prieur, prieur (1088), évêque de Rochester (1108) puis archevêque de Cantorbéry (1114).
- Vacance de 1103/1104 à 1110
- Hugues 1110-
- Gilbert, moine de Saint-Martin
- Jean[43] av. 1147-ap. 1167, moine de Saint-Martin.
- Henri 1185-1210, sous-prieur de Troarn.
- Pierre de Mortagne 1236-
- Philippe de Luxembourg (1445-1519), évêque du Mans, cardinal[44].
- Jean des Bans, religieux de l'abbaye Saint-Pierre de Chezal-Benoît.
- Pierre-François Boudier (1754-1760)[45] ;
- Louis-Étienne de Foy[46] 1763- [47]. Dernier abbé de La Croix-Saint-Leufroy en 1770.

Quatre abbés, Arnoulf de Loo, Claude Dupré, Pierre-François Boudier et Hervé Menard ont été supérieurs généraux de la congrégation de Saint-Maur.